# 손오반
손오반은 토리야마 아키라의 만화 드래곤볼 애니메이션의 등장 인물이다.

## 행적
- 일본 : 노자와 마사코
- 대한민국
  - 유년기: 이재현(대원방송), 이지영(투니버스 스페셜), 손정아(비디오 Z 극장판 타레스 편), 김정애(비디오 Z)
  - 성년기: 이동훈(대원방송), 김장(투니버스), 최재호(투니버스 스페셜), 임채헌(신들의 전쟁), 성완경(비디오 GT)

손오공 (드래곤볼)과 치치와의 장남, 오천의 형으로 사이어인편으로부터 등장하는 사이어인과 지구인의 첫 번째 혼혈인이다. 오공이나 베지터를 웃도는 잠재 능력을 가졌다. 피콜로의 제자이며, 전사로서 철저하게 단련되었다. 그 때문인지 전투시나 수업시에는 피콜로와 같은 마족옷을 입고 있는 것이 많다. 오공들과 함께 수많은 강적과 싸우지만 아버지와는 역으로 싸움을 좋아하지 않는다. 후에 학자가 되어 비델과 결혼하였다. 이름의 유래는 오공의 손오반 할아버지의 이름을 이어 받았다.